# 克魯斯-德爾埃赫縣

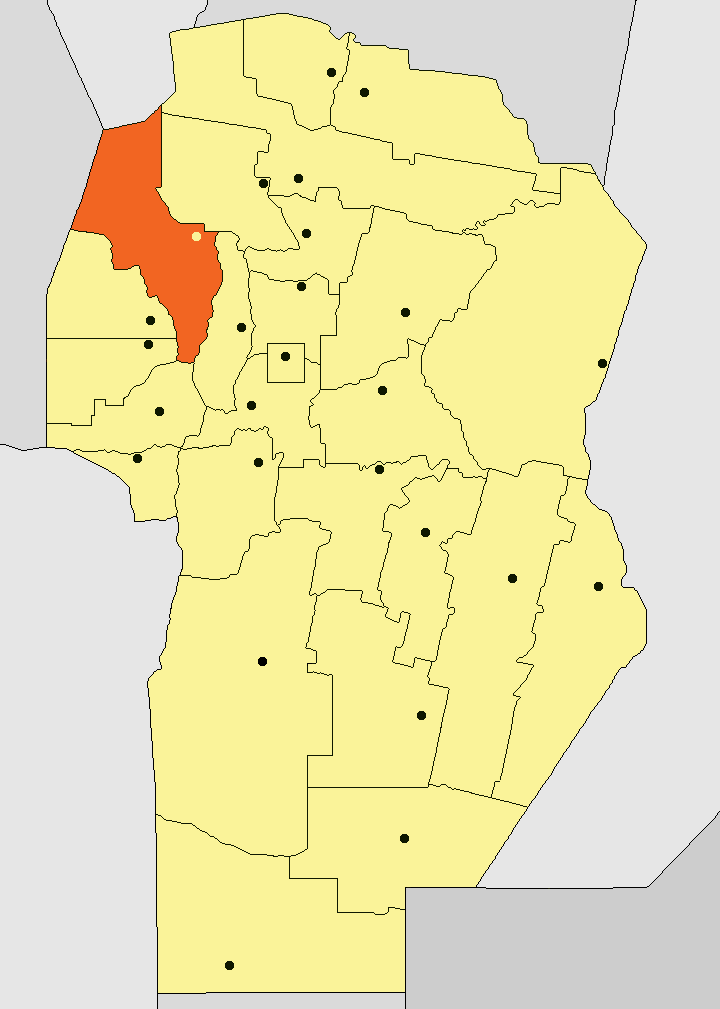

30°43′S 64°44′W / 30.717°S 64.733°W
克魯斯-德爾埃赫縣（西班牙語：Departamento Cruz del Eje），是阿根廷的縣份，位於該國中部科爾多瓦省，首府是克魯斯-德爾埃赫，面積6,653平方公里，2010年人口58,759，人口密度每平方公里8.83人。